# Molukkers
De Molukkers zijn een Melanesische-Austronesische bevolkingsgroep die de oorspronkelijke bevolking uitmaken van de eilandenreeks de Molukken, die sinds 1950 onderdeel is van Indonesië. Na de beëindiging van het Nederlandse bestuur over Nederlands-Indië zijn veel Zuid-Molukkers die beroepssoldaat waren in het Koninklijk Nederlandsch-Indisch Leger door de Nederlandse overheid naar Nederland gebracht. Een deel van hen woont bij elkaar in Molukse wijken.

## Geschiedenis

### Molukkers in Nederland
Na de Japanse bezetting van Nederlands-Indië tijdens de Tweede Wereldoorlog wilde het koloniale Nederland de oude koloniale situatie herstellen. De inheemse Indonesiërs kwamen daartegen echter in opstand en onder leiding van Soekarno brak tussen 1945 en 1949 een onafhankelijkheidsstrijd uit. Het heropgerichte Koninklijk Nederlandsch-Indisch Leger (KNIL) kreeg van de Nederlandse overheid de opdracht de orde te handhaven en de vrijheidsstrijders te ontwapenen. Molukse beroepsmilitairen vormden een belangrijk deel van dit leger. Hierdoor werd de Molukse bevolkingsgroep door de Nederlanders beschouwd als bondgenoten en vice versa. Nadat de regering van Nederland internationaal, met name van de Verenigde Staten, geen steun kreeg bij haar pogingen de kolonie te behouden, moest zij in december 1949 de soevereiniteit aan Indonesië overdragen. Dat was aan de Verenigde Staten van Indonesië, zoals tijdens de rondetafelconferentie van de dekolonisatieonderhandelingen was afgesproken. Toen al in januari 1950 de federatieve structuur van Indonesië werd ontmanteld, werd op de Molukken de onafhankelijke Republiek der Zuid-Molukken (Republik Maluku Selatan ofwel RMS) uitgeroepen. Een groep Molukse KNIL-militairen die, buiten de Molukken, in afwachting waren van hun afvloeiing steunde de RMS-proclamatie. Nederland erkende de RMS niet en wilde de Molukse militairen daar ook niet naartoe brengen. Omdat een patstelling ontstond in de demobilisatie van deze groep Molukkers, werd zij in 1951 naar Nederland overgebracht. Op dwingend advies van de RMS-delegatie in Nederland kozen de soldaten zelf vrijwillig voor de, in hun ogen enige reële mogelijkheid van een tijdelijke overkomst naar Nederland. In tegenstelling met wat vaak wordt beweerd, was van een dienstbevel om in te schepen dus geen sprake. De Molukse militairen en hun gezinnen, in totaal ongeveer 12.500 personen, zouden slechts tijdelijk blijven. De Molukkers werden lange tijd gehuisvest in kampen in Nederland, waaronder het voormalig kamp Westerbork.
De in Nederland verblijvende Molukkers vroegen herhaaldelijk aandacht voor hun claim op een vrije republiek. In de jaren zeventig escaleerde dit steeds meer. Methoden om aandacht voor deze zaak te vragen, waren de bezetting van de Indonesische ambassade in Wassenaar, de gijzeling van het personeel in het Indonesisch consulaat in Amsterdam, en de gewelddadige gijzelingsacties bij De Punt en Wijster, waarbij gijzelaars en de treinkapers de dood vonden, en voorts de gijzeling in het provinciehuis te Assen en de gijzeling in de lagere school te Bovensmilde.

## Talen
De Molukkers spreken ruim honderd verschillende talen, die in meerderheid behoren tot de Centraal-Malayo-Polynesische talen, vooral de Centraal-Molukse talen. Een belangrijke uitzondering is het eiland Halmahera en omringende eilanden, waar de meerderheid van de bevolking een van de West-Papoeatalen spreekt. Een andere belangrijke uitzondering is het Ambonees of Ambonees Maleis, een op het Maleis gebaseerde creoolse taal, die vooral op Ambon en het nabije Ceram wordt gesproken. Door de Molukkers in Nederland wordt vooral het Ambonees en het Buru gesproken.

## Religie
De Molukkers in de noordelijke Molukken (huidige provincie Noord-Molukken) zijn vooral moslim en de Molukkers in de centrale en zuidelijke Molukken (huidige provincie Maluku) zijn vooral christelijk. De meeste katholieken van de Molukken leven op de Tanimbar-eilanden en de Kei-eilanden. Door een klein aantal van de Molukkers worden ook traditionele religies en animisme beoefend; vooral in het binnenland van Seram en Buru.
De religies die het meest aangehangen worden door Molukkers in Nederland zijn het protestantse christendom, en in mindere mate de soennitische islam.